# پلدشت
پلدشت یکی از شهرهای مرزی استان آذربایجان غربی در شمال غربی‌ترین نقطه ایران و ساحل رود ارس است. این شهر مرکز سیاسی و اداری شهرستان پلدشت است.
در تاریخچه تقسیمات کشوری ایران پلدشت اولین بخش ایران است که از سطح دهستان به بخش ارتقاء یافته‌است. مردم این شهر به زبان ترکی آذربایجانی و کردی کرمانجی تکلم می‌کنند. از این شهر به راحتی می‌توان روستای «شاه‌تختی» در جمهوری خودمختار نخجوان و حتی ساختمان‌های شهر نخجوان را دید. مردم دو شهر همسایه (پلدشت و نخجوان) قرابت اجتماعی و مراودات فرهنگی مختلفی دارند. در سال ۱۳۱۶ش بخش پلدشت در شهرستان ماکو در استان چهارم تشکیل شد. در تقسیمات ۱۳۵۵ش به مرکزیت بخش پلدشت مشتمل بر ۳ دهستان بود.
پل پلدشت-شاه‌تختی در محدودهٔ مرز ایران و جمهوری خودمختار نخجوان با عنوان پل دوستی با حضور پرویز داوودی معاون اول رئیس‌جمهوری و الهام علی‌اف رئیس جمهوری آذربایجان در سال ۱۳۸۶ افتتاح شد. ایران و جمهوری خودمختار نخجوان دارای ۱۲۵ کیلومتر مرز مشترک آبی در استان آذربایجان غربی هستند که تردد بین دو سوی مرز از طریق این پل انجام می‌گیرد.

## جغرافیا
پلدشت در کناره رود مرزی ارس واقع شده‌است. این بخش ناحیه‌ای جلگه‌ای و شنزار می‌باشد و قسمتی از آن کوهستانی است. هوای آن نسبت به دیگر بخش‌ها گرمتر است. رود زنگبار نیز دقیقاً از مرکز شهر می‌گذرد و به ارس می‌ریزد. بر خلاف ماکو که دارای طبیعتی کوهستانی است، پلدشت دارای آب و هوای نیمه خشک است. زمستان بسیار سرد و تابستان نیز گرم است. این شهر در یک دشت مسطح مابین دو دشت شیبلو و زنگنه واقع شده‌است. نام این شهر هم از این مورد نشات گرفته‌است. البته آن سوی رود ارس، کاملاً کوهستانی است که این خود یکی از موارد جالب و دیدنی این منطقه به حساب می‌آید. حاشیه رود ارس(آراز) در اطراف این شهر پوشیده از جنگل است که زیبایی خاصی به آن داده‌است. ضمناً محیط مناسبی برای چرای حیوانات به حساب می‌آید.
پلدشت شامل سه دهستان: چایباسار جنوبی (۱۳۷۹ کیلومتر مربع وسعت)، گجلرات (۸۷۰ کیلومتر مربع وسعت) و در سال ۱۳۶۵ مجموعاً شامل ۱۶۵ آبادی بوده‌است.

### اقلیم
| نوع داده               | فروردین | اردیبهشت | خرداد | تیر  | مرداد | شهریور | مهر  | آبان | آذر  | دی   | بهمن | اسفند | سالیانه |
| ---------------------- | ------- | -------- | ----- | ---- | ----- | ------ | ---- | ---- | ---- | ---- | ---- | ----- | ------- |
| حداقل دما (سلسیوس)     | 4.0     | 8.9      | 12.7  | 16.6 | 18.5  | 16.6   | 9.1  | 3.8  | 2.8- | 6.3- | 4.4- | 0.3-  | 6.4     |
| حداکثر دما (سلسیوس)    | 18.4    | 24.0     | 30.8  | 34.4 | 36.8  | 33.8   | 23.6 | 16.1 | 5.9  | 2.7  | 5.9  | 11.3  | 20.3    |
| بارش ماهانه (میلی متر) | 29.7    | 48.8     | 34.7  | 8.7  | 1.2   | 5.6    | 22.6 | 23.0 | 23.9 | 17.0 | 20.0 | 15.8  | 251.0   |
| رطوبت نسبی (درصد)      | 59      | 62       | 56    | 51   | 42    | 46     | 59   | 70   | 77   | 59   | 63   | 68    | 59      |

## اقتصاد
کار اصلی مردم این شهر کشاورزی وتجارت است. اما در چند سال گذشته و بعد از فروپاشی اتحاد جماهیر شوروی و تشکیل جمهوری آذربایجان، پلدشت از نظر تجاری اهمیت پیدا کرد و اکثر مردم به کار تجارت روی آوردند. یک بازارچه مشترک مرزی نیز در این شهر ایجاد شده‌است. البته در چندین سال گذشته به دلیل رفع مشکل کم‌آبی که با احداث سد ماکو و انتقال آب آن به اراضی پلدشت و روستاهای اطراف حاصل شده‌است، کشاورزی دوباره رونق پیدا کرده‌است.

### صنم بلاغی
به دلیل ارتباط و پیوند تاریخی بین مردمان آذربایجانی ایران و جمهوری خودمختار نخجوان بازارچه صنم بلاغی در سال ۱۳۷۱ تأسیس و افتتاح گردید. این بازارچه ۱۴۰۰۰ متر مربع مساحت دارد و دارای ۳۰ غرفه به همراه امکانات جانبی است که ۱۵ تعاونی با ۳۳۰۰ عضو در آن مشغول به کارند. این بازارچه در ۳۰ کیلومتری شوط قرار دارد. کالاهای وارداتی از این بازارچه لوازم یدکی خودرو و صادراتی مصالح ساختمانی، میوه و تره بار، مصنوعات صنعتی و صنایع چوبی است.

#### روبه رشد
شهرستان پلدشت با موقعیت جغرافیایی استراتژیک همچون موقعیت مرزی طولانی با جمهوری خودمختار نخجوان، برخورداری از گمرک بین‌المللی شبانه‌روزی، داشتن دشت‌های وسیع کشاورزی از قبیل دشت نازک، دشت زنگنه و اراضی حاصل خیز شوطلو، دشت شیبلو، دشت بهلول‌آباد و دشت پلدشت همچنین منابع طبیعی و ظرفیت عظیم گردشگری و توریستی می‌تواند با یک برنامه‌ریزی صحیح در مسیر رشد و توسعه همه‌جانبه قرار گیرد.